# Шолландер, Дон
Дон Шолландер (англ. Donald («Don») Arthur Schollander; 30 апреля 1946, Шарлотт) — американский пловец, пятикратный олимпийский чемпион, многократный чемпион Панамериканских игр, многократный чемпион США.

## Биография
Дональд Шолландер родился в Шарлотте, Северная Каролина. Плаванием стал заниматься благодаря дяде, который держал в городе частную плавательную школу. Позже, перебравшись с семьей в город Лейк-Освего (Орегон), Дональд поступив в местную школу, где продолжил заниматься плаванием, стабильно выигрывая соревнования среди ровесников.
В 1962 году, будучи подростком, Шолландер переехал в Санта-Клару (Калифорния), где продолжил занятия плаванием в местном плавательном клубе. В 1962 году в возрасте 16 лет, он становится чемпионом США, выиграв в ходе чемпионата 3 заплыва на различные дистанции вольным стилем, таким образом, отбираясь в сборную США на предстоящие Олимпийские игры. В 1964 году на играх в Токио спортсмен выигрывает заплывы на 4-х Олимпийских дистанциях: 100 и 400 метров вольным стилем, а также два эстафетных заплыва на 100 и 200 метров, став, таким образом, 4-кратным олимпийским чемпионом и трёхкратным рекордсменом мира.
В скором времени Дональд Шолландер поступает в Йельский университет, обучаясь в котором, становится членом студенческого братства «Череп и Кости» в котором в это же время параллельно состоит будущий президент США Джордж Буш. Продолжая заниматься плаванием, отбирается в сборную США на Олимпийские игры в Мехико, с которых возвращается уже в ранге пятикратного олимпийского чемпиона, выиграв эстафетный заплыв 4×200 метров в составе сборной. После завершения игр уходит из большого спорта.
В 1965 году в возрасте 19 лет, был занесен в Международный зал славы плавания. В 1983 году одним из первых был внесен в Олимпийский зал славы США. В 1971 году опубликовал книгу англ. Deep Water (ISBN 0720705428), посвященную плаванию на Олимпийских играх.
В настоящий момент проживает в городе Лейк-Освего, женат, имеет трёх детей, работает в сфере недвижимости.

## Интересные факты
25 марта 1969 года почта Монголии выпустила серию почтовых марок (№ 520—527 + почтовый блок № 120). На марке № 528 номиналом 80 монге изображён Дональд Шолландер.